# Riedelia robusta
Riedelia robusta är en enhjärtbladig växtart som beskrevs av Theodoric Valeton. Riedelia robusta ingår i släktet Riedelia och familjen Zingiberaceae. Inga underarter finns listade i Catalogue of Life.